# Municipio de Deerfield (condado de Steele)
El municipio de Deerfield (en inglés: Deerfield Township) es un municipio ubicado en el condado de Steele en el estado estadounidense de Minnesota. En el año 2010 tenía una población de 517 habitantes y una densidad poblacional de 5,56 personas por km².

## Geografía
El municipio de Deerfield se encuentra ubicado en las coordenadas 44°8′59″N 93°20′10″O / 44.14972, -93.33611. Según la Oficina del Censo de los Estados Unidos, el municipio tiene una superficie total de 92.93 km², de la cual 91,98 km² corresponden a tierra firme y (1,03 %) 0,96 km² es agua.

## Demografía
Según el censo de 2010, había 517 personas residiendo en el municipio de Deerfield. La densidad de población era de 5,56 hab./km². De los 517 habitantes, el municipio de Deerfield estaba compuesto por el 99,42 % blancos, el 0,19 % eran de otras razas y el 0,39 % eran de una mezcla de razas. Del total de la población el 4,84 % eran hispanos o latinos de cualquier raza.